# St. Helena (Californië)
St. Helena is een plaats (city) in de Amerikaanse staat Californië, en valt bestuurlijk gezien onder Napa County. Sutter Home Winery, een van de grootste wijnproducenten in de VS, is in St. Helena gevestigd.

## Demografie
Bij de volkstelling in 2000 werd het aantal inwoners vastgesteld op 5950.

## Geografie
Volgens het United States Census Bureau beslaat de plaats een oppervlakte van
12,3 km², waarvan 12,2 km² land en 0,1 km² water.

## Plaatsen in de nabije omgeving
De onderstaande figuur toont nabijgelegen plaatsen in een straal van 20 km rond St. Helena.

## Geboren in St. Helena
- Terry Erwin (1940-2020), entomoloog
- Mike Thompson (1951), politicus